# Ringo Starr (singolo)
Ringo Starr è un singolo del gruppo musicale italiano Pinguini Tattici Nucleari, pubblicato il 6 febbraio 2020 come primo estratto dalla ristampa del quarto album in studio Fuori dall'hype - Ringo Starr.
Con il brano, scritto dal frontman Riccardo Zanotti, il gruppo si è presentato al Festival di Sanremo 2020, segnando la sua prima partecipazione alla kermesse musicale e classificandosi al terzo posto.

## Descrizione
Il brano è un omaggio al batterista dei Beatles Ringo Starr e alle persone come lui che sanno imporsi rimanendo in disparte.
Il testo, come in molte canzoni dei Pinguini Tattici Nucleari, contiene molte citazioni provenienti dal mondo della musica, del cinema e della televisione, partendo da Il cerchio della vita de Il re leone passando per il programma televisivo L'eredità e Robin, riferito dapprima al Robin assistente di Batman e poi a Robin Scherbatsky, personaggio della serie televisiva How I Met Your Mother. È poi citato il singolo Africa dei Toto.
È stato frequentemente trasmesso in radio, raggiungendo la posizione numero 1 dell'airplay.

## Video musicale
Il videoclip, diretto dai creativi di Sedici:9 e pubblicato il 6 febbraio 2020, è ambientato durante il ballo Incanto sotto il mare del film Ritorno al futuro: il frontman Riccardo Zanotti prende il posto del protagonista del film Marty McFly cantando e suonando la chitarra, mentre il resto del gruppo impersona i membri della band Marvin Berry and the Starlighters che suonava nel film. Degno di nota il fatto che il brano eseguito nel film in questa scena è Johnny B. Goode di Chuck Berry.

## Tracce
1. Ringo Starr – 3:03

## Successo commerciale
In Italia il brano è stato il 33º più trasmesso dalle radio nel 2020.

## Classifiche

### Classifiche settimanali
| Classifica (2020) | Posizione massima |
| ----------------- | ----------------- |
| Italia            | 3                 |

### Classifiche di fine anno
| Classifica (2020) | Posizione |
| ----------------- | --------- |
| Italia            | 24        |